# Stati italiani nella prima metà del XVIII secolo

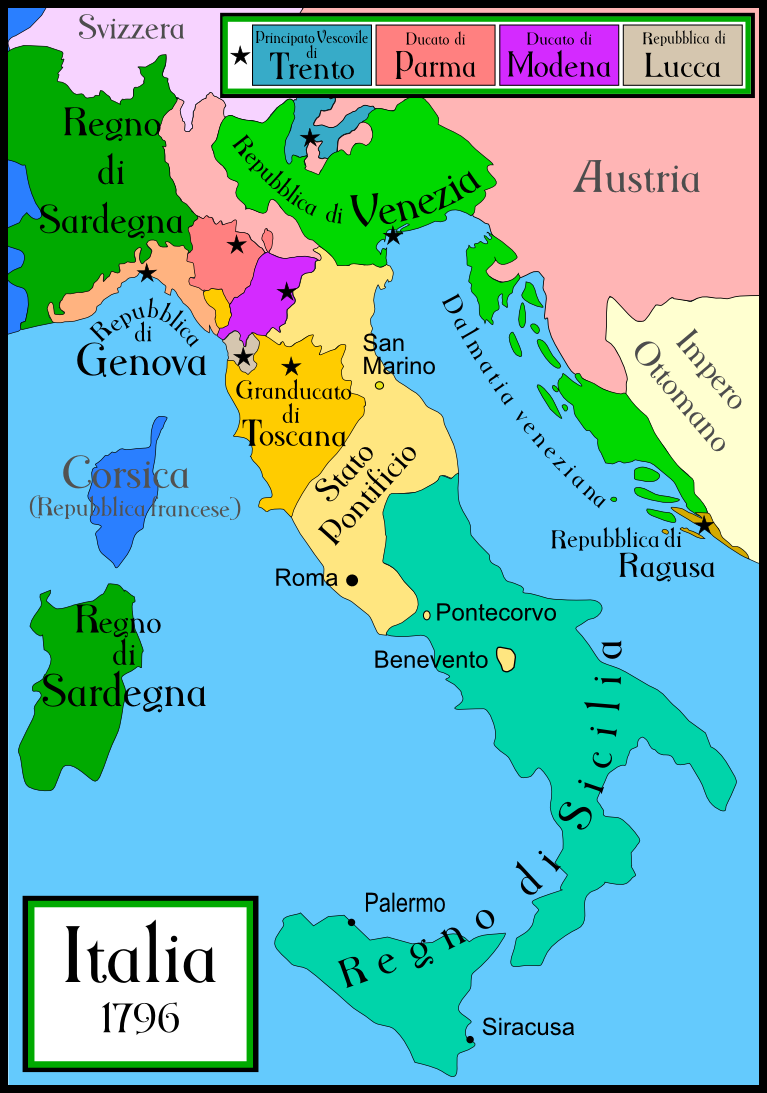
L'Italia nel 1796, prima dell'invasione napoleonica

Divisione politica dell'Italia nella prima metà del XVIII secolo, dalla pace di Rastatt (1714) alla pace di Aquisgrana (1748):
- Regno di Sardegna, facente parte del Sacro romano impero fino al 1717; riconquistato dalla corona di Spagna fino al trattato dell'Aia del 1720; ed assegnato ai Savoia, dal 1720 in poi: da qui continuò come unione personale con gli altri domini di casa Savoia (Regno di Sardegna)
- Principato di Masserano: Ferrero Fieschi; dal 1767 annesso dai Savoia
- Principato di San Giulio e Orta: vescovi di Novara, annesso dai Savoia nel 1767
- Contea di Bobbio: feudo imperiale dei conti Dal Verme; dal 1743 sotto protettorato dei Savoia, annessa nel 1770
- Contea di Zavattarello: feudo imperiale dei conti Dal Verme; dal 1743 sotto protettorato dei Savoia
- Marchesati sotto protettorato dei Savoia-
  - Dolceacqua: Doria
  - Fortunago: Malaspina
  - Oramala: Malaspina
  - Godiasco: Malaspina, d'Adda, Gambarana
  - Valverde: Malaspina
  - Sagliano: Malaspina
  - Varzi: Sforza di Santa Fiora, Malaspina
  - Santa Margherita: Malaspina
  - Casarasco: Malaspina
  - Pietragavina: Tamburelli (1723)
- Signoria di Stassano o del Vescovato: vescovi di Tortona, annessa dai Savoia nel 1784
- Signoria di Bagnaria: Doria di Torriglia, Biondi
- Signoria di Cecima: Sforza Cesarini di Santa Fiora
- Principato di Monaco: ai Grimaldi, poi Goyon Mantignon - Grimaldi
- Stato di Milano (compreso il vecchio Ducato di Mantova; all'Austria dal 1708)
- Signoria di Maccagno imperiale: marchesi Borromeo
- Baronia di Retegno e Bettola: Biondi
- Signoria della Valsolda
- Contea di Limonta
- Principato di Castiglione delle Stiviere: ai Gonzaga, ma di fatto occupato dalle truppe imperiali e dal 1773 all'Austria
- Vescovato di Trento (Impero), stato dell'impero
- Vescovato di Bressanone (Impero), stato dell'impero
- Repubblica di Venezia
- Marchesato di Cerigotto
- Contea vescovile di Ceneda: annessa da Venezia nel 1769
- Repubblica di Poglizza
- Patriarcato di Aquileia
- Repubblica di Genova (comprendente anche la Corsica fino al 1768)
- Marchesato di Torriglia, Loano, Garbagna, Vargo e di Santo Stefano: principi Doria Landi, dal 1760 Torriglia è principato
- Marchesato di Loano: principi Doria, protettorato sabaudo annesso nel 1770
- Repubblica di Noli
- Marchesato di Montemarzino: Spinola de los Balbases; ceduto ai Savoia nel 1753
- Marchesato di Pallavicino e Borgo Adorno: Botta
- Marchesato di Cabella e Fontanarossa: Spinola
- Marchesato di Mongiardino e Vobbia: Fieschi
- Marchesato di Vergagni: Fieschi, dal 1749 ai Crosa
- Marchesato della Rocchetta ligure: Spinola
- Marchesato di Pregola: Malaspina
- Marchesato di Orezzoli: Malaspina
- Marchesato di Avolasca: Bussetti (1647), annesso dai Savoia dal 1769
- Marchesato di Torre e Gorreto: Centurione Scotto
- Marchesato di Rezzoaglio: principi Doria
- Marchesato di Grondona
- Marchesato di Gremiasco: principi Doria di Torriglia
- Marchesato di Vargo e Garbagna
- Marchesato di Fabbrica al Curone: Mapaspina, annesso dai Savoia nel 1788
- Contea di Tassarolo
- Signoria di Albera: protettorato della Chiesa
- Marchesato di Torriglia
- Marchesato di Savignone e Casella: Fieschi
- Marchesato della Croce Fieschi: Fieschi
- Marchesato di Campo ligure: Spinola di S. Luca
- Marchesato di Cantalupo: Spinola, protettorato dei Savoia dal 1706
- Marchesato di Montessoro: Spinola
- Marchesato di Fosdinovo e Gragnola: Malaspina, vicari imperiali in Italia
- Marchesato di Mulazzo e Castagnetoli (dal 1746): Malaspina, protettorato toscano
- Marchesato di Calice e Madrignano: Malaspina del ramo di Mulazzo (dal 1710 al 1772)
- Marchesato di Olivola e Pallerone: Malaspina
- Marchesato di Suvero: Malaspina
- Marchesati di Aulla e Podenzana (uniti nel 1710): Malaspina di Podenzana
- Marchesato di Licciana Nardi: Malaspina (dal 1795 unito alla linea di Podenzana)
- Marchesato di Villafranca e Garbugliaga: Malaspina Estensi (condominio di Villafranca)
- Marchesato di Castevoli, Castagnetoli e Stadomelli: Malaspina (dal 1547 ha il condominio di Villafranca)
- Marchesato di Casteoli: Malaspina -1757, poi ai marchesi di Mulazzo
- Marchesato di Tresana e Giovagallo: Corsini di Firenze
- Marchesato di Malgrate, Filetto e Oramala: Malaspina
- Marchesato della Bastia e Panicale: Malaspina (dal 1783 è unito alla linea di Pontebosio)
- Marchesato del Pontebosio (dal 1621): Malaspina
- Marchesato della Bastia e Varano: Malaspina
- Ducato di Parma e Piacenza: ai Farnese fino al 1731, poi a un ramo cadetto dei Borbone di Spagna fino al 1735, quindi agli Asburgo d'Austria fino al 1748 e infine nuovamente ai Borbone
- Ducato di Guastalla: Gonzaga fino al 1746, poi all'Austria che lo cede a Parma nel 1748
- Ducato di Modena e Reggio (Este)
- Contea di Novellara (acquistata nel 1728 da Modena)
- Principato di San Martino d'Este: ramo cadetto degli Este fino al 1752
- Contea di Rolo: ai Sessi fino alla loro estinzione nel 1776, poi al ducato di Mantova
- Ducato di Massa e Principato di Carrara: Cybo Malaspina, poi dal 1741 in unione con Modena
- Repubblica di Lucca
- Granducato di Toscana (ai Medici fino al 1737, poi ai Lorena e dal 1765 agli Asburgo-Lorena)
  - Contea di Montauto: Barbolani, accomandigia toscana
  - Contea di Chitignano: Ubertini, accomandigia toscana poi annessa nel 1782
  - Signoria di Montedoglio: conti Schianteschi Cantagallina, accomandigia toscana
  - Contea di Cesa: vescovi di Arezzo, accomandigia toscana, dal 1774 annessa
  - Signoria di Vescovato e Murlo: arcivescovi di  Siena, accomandigia toscana, poi annessa nel 1778
  - Contea della Garza Vecchia: abati dell'abbazia del Buonsollazzo, accomandigia toscana poi annessa nel 1782
  - Contea di Magnale: abati di Vallombrosa, accomandigia toscana
  - Contea della Moggiona: abati di Camaldoli, accomandigia toscana
  - Signoria di Turicchi: vescovi di Fiesole, accomandigia toscana
- Signoria dello Stale: abati di S. Lucia, accomandigia toscana, annessa nel 1771
  - Contea di Travale
- Principato di Piombino: Boncompagni Ludovisi duchi di Sora, protettorato di Napoli
- Marchesato di Monte Santa Maria Tiberina: Bourbon del Monte, protettorato toscano
- Marchesato di Sorbello: Bourbon del Monte, protettorato toscano
- Marchesato di Petrella: Bourbon del Monte, protettorato della Chiesa
- Signoria di La Guna: arcivescovi di Ravenna -1774, poi annessa dalla Toscana
- Contea di Vernio: in condominio dei BardiBardi
- Repubblica di San Marino
- Stato dei Presidi: in unione personale con il re di Napoli
- Repubblica di Cospaia (territorio libero fra Granducato di Toscana e Stato Pontificio a causa di un errore di confini, autoproclamatosi repubblica ma mai riconosciuto da altri stati)
- Contea di Carpegna e Castellaccia: Carpegna Gabrielli (1749)
- Contea di Scavolino e principato di Bascio: Orsini de' Sarnesi di Carpegna (1741)
- Contea di Apecchio: Ubaldini, poi dal 1751 alla Chiesa
- Stato della Chiesa
- Contea di Castiglione de' Gatti: condominio dei Pepoli, protettorato della Chiesa
- Contea della Porretta: Ranuzzi, protettorato della Chiesa
- Contea di Civitella Ranieri: Ranieri, protettorato della Chiesa
- Contea di Piobbico: Brancaleoni e dal 1763 ai Matterozzi, protettorato della Chiesa
- Contea di Reschio: Bichi Ruspoli, protettorato della Chiesa
- Ducato di Salci: Bonelli Ghislieri, protettorato della Chiesa
- Principato di Parrano: Marescotti, protettorato della Chiesa
- Regno di Napoli (Asburgo d'Austria nel 1713-1734, poi a un ramo cadetto dei Borbone di Spagna)
- Ducato di Sora: Buoncompagni Ludovisi di Piombino, protettorato di Napoli
- Ducato di Alvito: Gallo, protettorato di Napoli
- Regno di Sicilia (Savoia dal 1713 al 1720, Asburgo d'Austria dal 1720 al 1734, poi ad un ramo cadetto dei Borbone di Spagna, divenuti re di Napoli)
- Contea di Modica: de Silva y Mendoza, protettorato di Sicilia
- Sovrano Militare Ordine di Malta (Cavalieri Ospitalieri), vassallo del Regno di Sicilia
- Repubblica di Ragusa, vassalla dell'Impero Ottomano